# بلمار (نبراسکا)
بلمار (به انگلیسی: Belmar) یک منطقهٔ مسکونی در ایالات متحده آمریکا است که در نبراسکا واقع شده‌است. بلمار ۱٬۰۲۲٫۰۱ متر بالاتر از سطح دریا واقع شده‌است.